# Sycylia

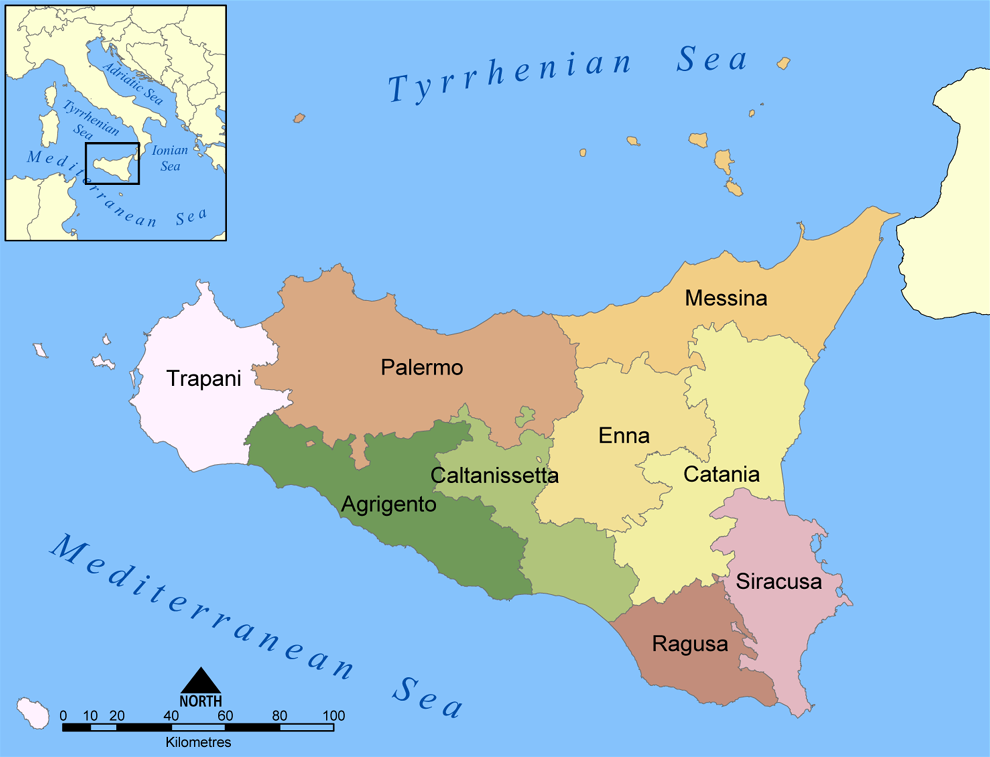
Prowincje Sycylii

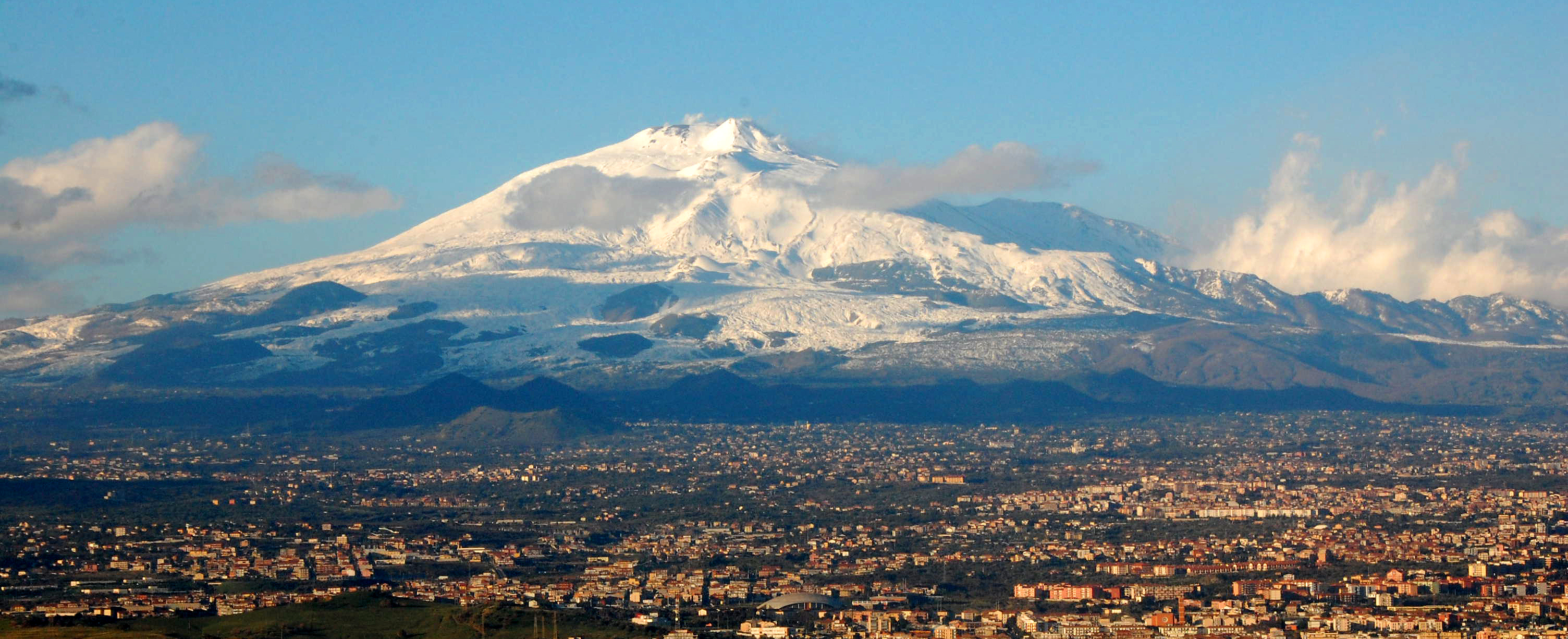
Etna

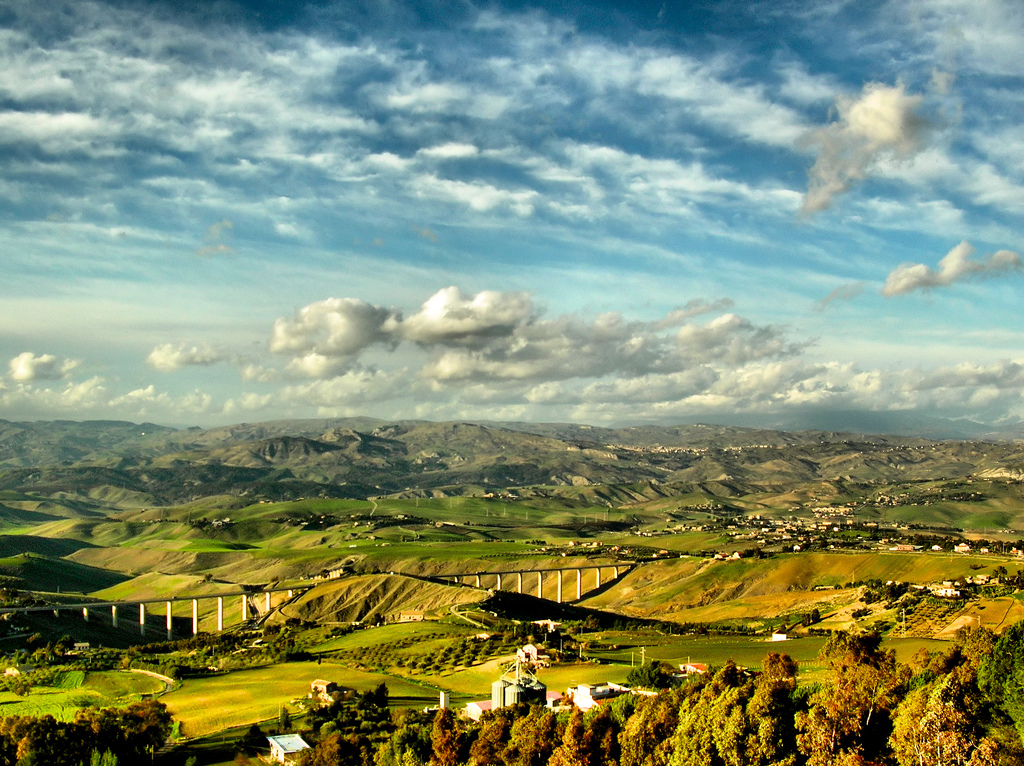
Krajobraz środkowej Sycylii

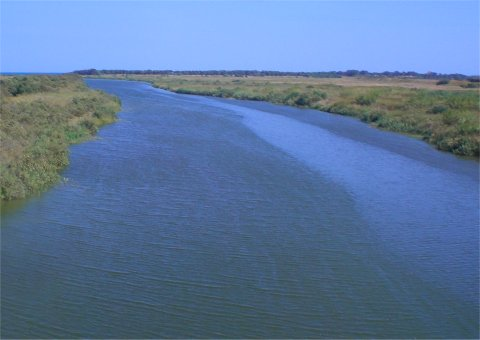
Rzeka Simeto

Sycylia (łac. Sicilia, wł. Sicilia) – największa wyspa na Morzu Śródziemnym (ponad 25 tys. km²), położona we Włoszech na południe od Półwyspu Apenińskiego, od którego oddziela ją wąska Cieśnina Mesyńska. Od południa oddzielona Cieśniną Maltańską od Malty.
Razem z Wyspami Liparyjskimi, Egadami, Wyspami Pelagijskimi i Pantellerią tworzy od 1946 roku specjalny region autonomiczny (o powierzchni 25,7 tys. km² i 5,1 mln ludności) ze stolicą w Palermo.
Najwyższym wzniesieniem na wyspie jest Etna (3323 m n.p.m.) – najwyższy aktywny wulkan na terenie Europy.

## Nazwa
Starożytni Grecy nazywali wyspę Trinakrią (Τρινακρία), co było nawiązaniem do jej trójkątnego kształtu (τρεῖςἄκρα, od τρεῖ „trzy” i ἄκρα „cypel”) , wyznaczanego przez trzy cyple: Capo Peloro na północnym wschodzie, Capo Boeo na północnym zachodzie i Capo Passero na południowym wschodzie . Starożytni Rzymianie nazywali wyspę Triquetra .
Łacińska nazwa Sicilia pochodzi od nazwy zamieszkujących wschodnią część wyspy Sykulów (Siculli) .

## Geografia

### Położenie i powierzchnia
Sycylia położona jest w środkowej części Morza Śródziemnego, pomiędzy Morzem Tyrreńskim a Morzem Jońskim, od kontynentalnej części Włoch oddzielona jest Cieśniną Mesyńską (o szerokości 3 km na północy i 16 km na południu ), a od Afryki Cieśniną Sycylijską o szerokości 148 km . Z powierzchnią 25,7 tys. km² jest to największa wyspa na Morzu Śródziemnym .

### Podział administracyjny
Wyspa leży na południu Włoch i wraz z Egadami, Wyspami Liparyjskimi, Wyspami Pelagijskimi i Pantellerią tworzy specjalny region autonomiczny ze stolicą w Palermo .
Region Sycylii podzielony jest na dziewięć prowincji :
     Prowincje miejskie
| Nazwa włoska  | Skrót | Nazwa polska | Mieszkańcy | Powierzchnia [km²] | Liczba gmin |
| ------------- | ----- | ------------ | ---------- | ------------------ | ----------- |
| Agrigento     | AG    |              | 412 472    | 3052,82            | 43          |
| Caltanissetta | CL    |              | 248 699    | 2138,47            | 22          |
| Catania       | CT    | Katania      | 1 071 914  | 3573,51            | 58          |
| Enna          | EN    |              | 154 721    | 2574,67            | 20          |
| Messina       | ME    | Mesyna       | 598 811    | 3266,07            | 108         |
| Palermo       | PA    |              | 1 200 957  | 5009,21            | 82          |
| Ragusa        | RG    |              | 317 136    | 1623,91            | 12          |
| Siracusa      | SR    | Syrakuzy     | 383 738    | 2124,19            | 21          |
| Trapani       | TP    |              | 413 568    | 2469,70            | 25          |
| Razem Sycylia |       |              | 4 802 016  | 25832,4            | 391         |

### Budowa geologiczna i rzeźba terenu
Wyspa zbudowana jest przede wszystkim z wapieni i piaskowców, przy czym na północnym wschodzie występują także gnejsy i łupki krystaliczne .
Przeważają tereny górzyste (górskie zajmują 24,4% powierzchni a pagórkowate 61,4% ) i wyspa odznacza się intensywną aktywnością sejsmiczną i wulkaniczną . Masywy górskie biegną ze wschodu na zachodu na północy wyspy i podzielone są na trzy odrębne pasma :
- Góry Pelorytańskie – z najwyższym szczytem Montagna Grande (1374 m n.p.m.), zbudowane z granitów i łupków krystalicznych, przykrytych skałami osadowymi, głównie wapiennymi
- Monti Nebrodi – z najwyższym szczytem Monte Soro (1847 m n.p.m.), zbudowane ze skał wapiennych, częściowo zalesione
- Madonie – z najwyższym szczytem Pizzo Carbonara (1979 m n.p.m.), zbudowane ze skał wapiennych, charakteryzujące się występowaniem zjawisk krasowych

Na północnym wschodzie znajduje się masyw wulkanu Etna (3323 m n.p.m.)  – najwyższego aktywnego wulkanu na terenie Europy , który w 2013 roku został wpisany na listę światowego dziedzictwa UNESCO. W części zachodniej, środkowej i południowej rozciągają się wyżyny, a na wschodzie Nizina Katańska .

### Klimat
Na wybrzeżach Sycylii panuje typowy klimat śródziemnomorski z łagodną i wilgotną zimą oraz suchym i gorącym latem . W głębi wyspy warunki klimatyczne determinują rzeźba terenu i odległość od morza . Na wybrzeżach średnia roczna temperatura wynosi 17–18 °C, zimą 10–11 °C a latem 25–27 °C .
Opady są na ogół rzadkie, oscylują między 500 a 750 mm rocznie . Na obszarach górskich wynoszą 1200–1400 mm, natomiast na wschodzie wyspy opady nie przekraczają 400–600 mm . Opady występują przede wszystkim jesienią i zimą, a w okresie letnim panuje susza .

### Wody
W systemie rzecznym najważniejsze rzeki to:
- Simeto (113 km długości, o powierzchni zlewni 4186 km²[14] ) mająca swój początek w Serra del Re w Monti Nebrodi, płynąca na wschód przez Nizinę Katańską i wpadająca do Zatoki Katańskiej[4]
- Salso (113 km długości, o powierzchni zlewni 2122 km²) – wypływająca z pasma Madonie na północy wyspy, płynąca w kierunku południowym i uchodząca do Morza Sycylijskiego[15]
- Alcantara (48 km) wypływająca z Monti Nebrodi, płynąca na południe od Taorminy, uchodząca do Morza Jońskiego[16]

### Flora i fauna
Charakterystyczne dla wyspy są formacje roślinne typów makia i frygana . Na obszarach górskich zachowały się lasy dębowe i kasztanowe . Naturalne lasy zajmują 4% powierzchni wyspy .

## Historia
Z uwagi na swoje strategiczne położenie, wyspa zamieszkana była już 10 tys. lat temu . Przed przybyciem Greków wyspę zamieszkiwały trzy ludy:
- Sykanowie – zajmowali część środkowo-południową i południowo-zachodnią, pozostałości ich osadnictwa odkryto w dolinach w głębi wyspy; przypisuje się im kulturę Polizello-Sant’Angelo Muxaro, charakteryzującą się ceramiką pomalowaną na czerwono lub ozdobioną grawerunkiem[17]
- Sykulowie – zamieszkujący wschodnią część wyspy, prawdopodobnie Italikowie, którzy przybyli na Sycylię pod koniec II tysiąclecia p.n.e.[18]
- Elymowie – zamieszkujący zachodni kraniec wyspy, tradycyjnie uważani za uchodźców z Troi, a przez innych za przybyłych z terenów Półwyspu Apenińskiego[19] ; posługiwali się językiem typu indoeuropejskiego[19] ; miastami Elymów były: Erice, Segesta i Entella[19] .

### Grecka kolonizacja

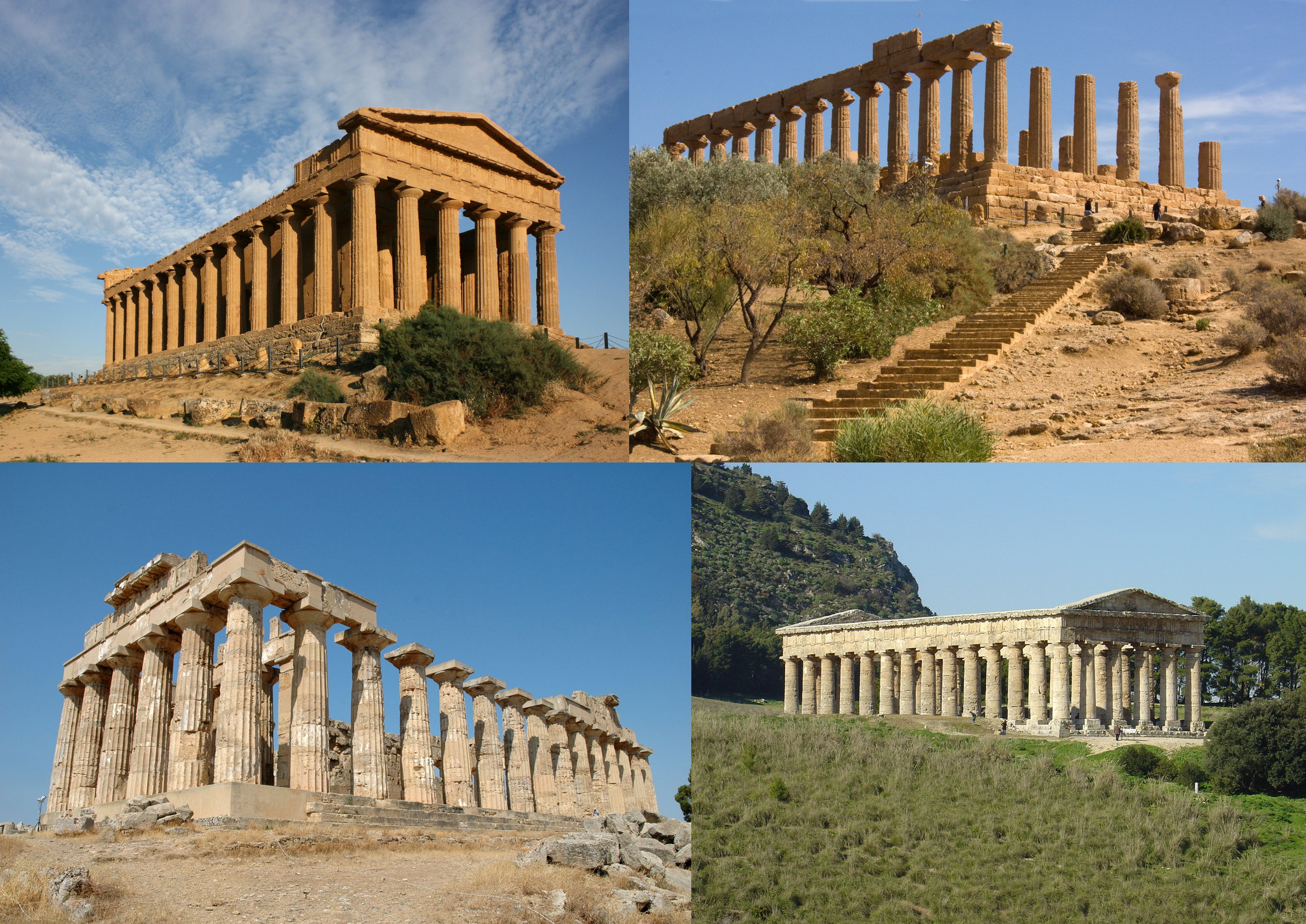
Świątynie greckie (zgodnie z ruchem wskazówek zegara): Hera Lacinia w Agrigento, świątynia w Segeście, świątynia E w Selinunt i świątynia Concordii w Agrigento

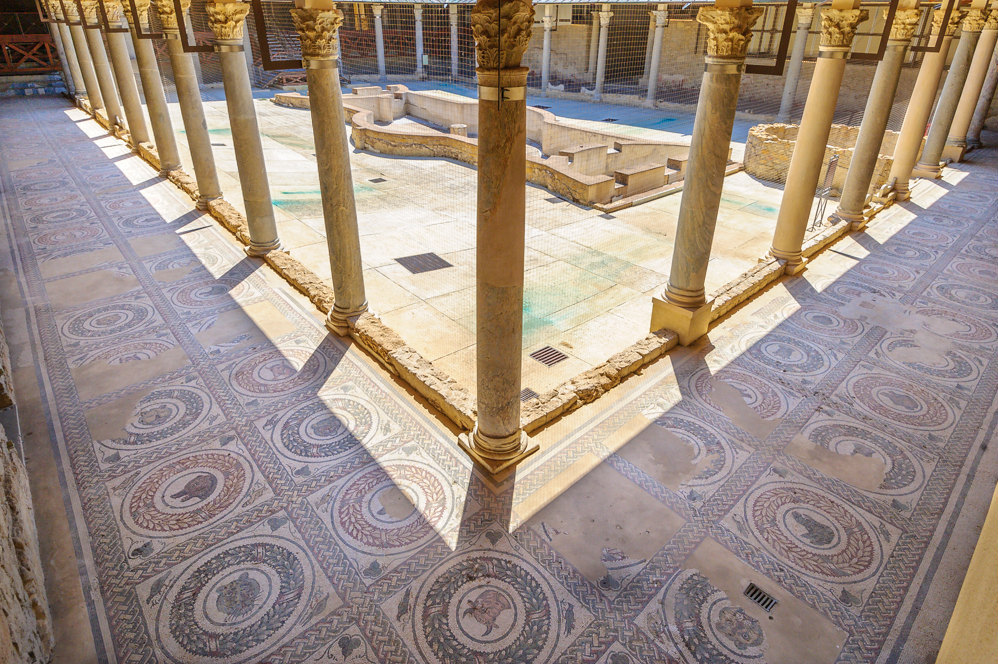
Villa Romana del Casale

Od X wieku p.n.e. wyspa była kolonizowana przez Fenicjan , którzy osiedlali się na północno-zachodnich wybrzeżach – kolonie Soluntum, Motja i Panormos . W VIII wieku p.n.e. rozpoczęła się grecka kolonizacja wschodniego i południowego wybrzeża . Powstały kolonie Naksos, Leontini, Katania, Zankle, Syrakuzy, Megara Hyblaja i Gela . Środkowa część wyspy pozostawała w rękach Sykanów i Sykulów, którzy stopniowo ulegli hellenizacji . Grecy wprowadzili pismo, rozpowszechnili wyroby żelazne i rękodzieło, i rozwinęli miasta . Greckie miasta prowadziły ekspansję na wyspie – Syrakuzy założyły kolonie Akraj, Kamarinę i Kasmene, Megara Hyblaja – Selinunt, Gela – Agrigento .
Okres największego rozwoju greckich polis na wyspie przypada na V w. p.n.e. – okres dominacji Syrakuzy . W okresie tym próby kolonizacji wyspy podejmowali Kartagińczycy, co zapoczątkowało długotrwałe walki z Grekami . W 480 roku p.n.e. Syrakuzy pokonały Kartaginę w bitwie pod Himerą . W IV w. p.n.e. Kartaginie udało się zająć i zniszczyć Agrigento, Gelę i Kamarinę . Inwazję powstrzymał tyran Syrakuz Dionizjos I (ok. 430–367 p.n.e.) . Jego syn Dionizjos II (405–343 p.n.e.) został zmuszony do oddania władzy Timoleonowi (zm. ok. 336 p.n.e.), korynckiemu przywódcy, który przybył do Syrakuz wesprzeć buntowników przeciwko tyranowi . Timoleon kontynuował walki z Kartaginą . Po jego śmierci do władzy doszedł kolejny tyran – Agatokles (360–289 p.n.e.), który skutecznie zwalczał Kartagińczyków . Następnie Syrakuzy pod panowaniem najpierw Pyrrusa (319–272 p.n.e.) a później Hierona II (ok. 306–215 p.n.e.) przez wiele lat toczyły walki z Mamertynami, którzy na pomoc wezwali najpierw Kartaginę, a potem Rzym, co doprowadziło do I wojny punickiej (264–241 p.n.e.) .

### Cesarstwo Rzymskie
Z wojny zwycięsko wyszedł Rzym, wypierając Kartaginę z wyspy, czyniąc Sycylię pierwszą rzymską prowincją . Do 215 roku p.n.e. rządy sprawował Gelon II (ok. 230–215 p.n.e.), a następnie jego siostrzeniec Hieronim (231–214 p.n.e.), który doprowadził do zbliżenia z Kartaginą . W 212 roku p.n.e., podczas II wojny punickiej (218–201 p.n.e.), Syrakuzy zostały splądrowane i zdobyte przez wojska Marka Klaudiusza Marcellusa (ok. 268–208 p.n.e.), który dwa lata później zajął również Agrigento . Sytuacja na wyspie ulegała stopniowemu pogorszeniu – spadła liczba mieszkańców, mnożyły się bunty niewolników i doszło do upadku gospodarczego .

### Wczesne średniowiecze

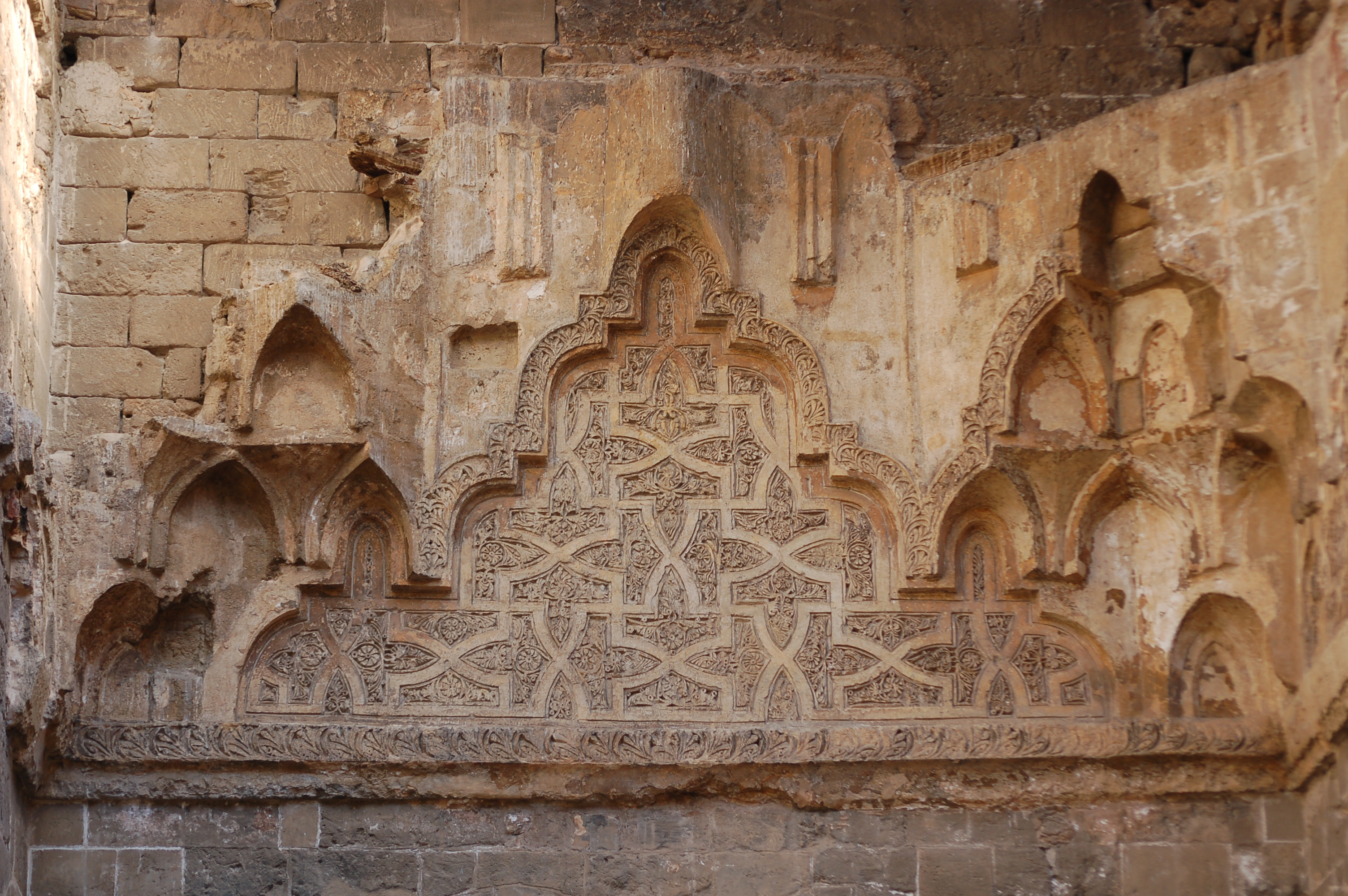
Zachowana dekoracja arabska – mukarnas w pałacu La Cuba w Palermo

W 280 roku n.e. Sycylię najechali Frankowie, a w V w. Wandalowie, którzy osiedlili się na zachodnim wybrzeżu . Pod koniec V w. wyspę zdobyli Ostrogoci, a w 535 roku Sycylia została wcielona do Bizancjum przez Belizariusza (ok. 505–565) .
W VII–VIII wieku wyspę sporadycznie najeżdżali Arabowie, którzy rozpoczęli systematyczny jej podbój w 827 roku . W 831 roku zajęli Palermo, które uczynili stolicą podbitych terenów . W 878 roku zdobyli Syrakuzy, w 902 roku Taorminę , a w 965 roku całą wyspę . Rządy na wyspie sprawowali najpierw Fatymidzi, a od połowy X w. Kalbidzi z Palermo (948-1040), wasalowie Fatymidów . Na panowanie Kalibidów przypadał okres największej świetności arabskiej Sycylii . Po upadku dynastii władza została podzielona między lokalnych władców, którzy popadli w konflikt . W 1061 roku emir Katanii w czasie wojny z emirem Girgenti wezwał na pomoc Normanów z Mesyny, którzy w ciągu 30 lat odbili wyspę  i dokonali jej stopniowej latynizacji .

### Królestwo Sycylii

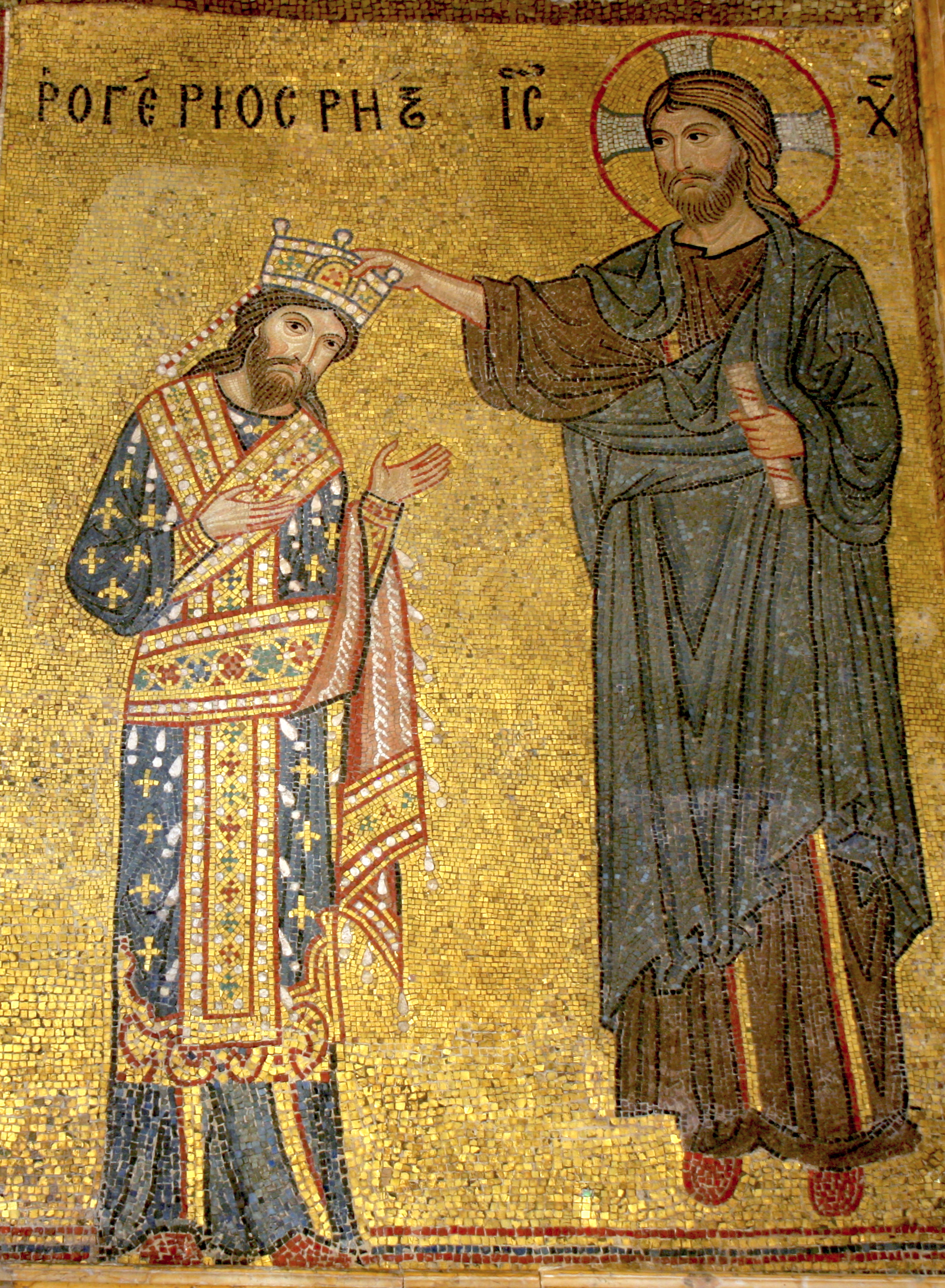
Koronacja Rogera II, mozaika, kościół Santa Maria dell’ Ammiraglio w Palermo

Normanowie założyli Królestwo Sycylii, a pierwszym królem został Roger II (1095–1154), za którego rządów Sycylia przeżywała kolejny okres świetności . Rogera koronował antypapież Anaklet II, co potwierdził później, po śmierci Anakleta, papież Innocenty II . Następnie rządy sprawowali potomkowie Rogera – Wilhelm I Zły (zm. 1166) i jego syn Wilhelm II Dobry (1155–1189), a po jego śmierci tron objął Henryk VI Hohenstauf (1165–1197) wraz z żoną Konstancją Sycylijską (1154–1198), córką Rogera II . Później rządy sprawował Fryderyk II (1194–1250), za którego panowania doszło do rozkwitu Sycylii . Po jego śmierci doszło do kryzysu, który został zażegnany przez Manfreda (1232–1266), który ogłosił się królem w 1258 roku .
Następnie tron Sycylii zdobył Karol I Andegaweński (1226–1285), który pokonał Manfreda w bitwie pod Benewentem w 1266 roku . Jego rządy zostały przyjęte z dużą powściągliwością i w 1282 roku wybuchła rewolta, która określana jest w literaturze jako nieszpory sycylijskie . Po sukcesie rewolty, Sycylijczycy powołali na króla Piotra III (1239/1240–1285) z Aragonii . Wywołało to wojnę między Andegawenami i Aragonią, którą zakończył traktat pokojowy podpisany w Caltabellocie . Władcą Sycylii został Fryderyk II (1296–1337) z Aragonii, a południowe Włochy pozostały w rękach Andegawenów . Po jego śmierci królestwo podupadło, utraciło autonomię, dołączając do korony Aragonii w 1412 roku, a następnie do Hiszpanii .
W 1442 roku Alfons V Aragoński (1396–1458) zjednoczył Sycylię z królestwem Neapolu . Za rządów hiszpańskich wprowadzono inkwizycję, wypędzono Żydów i podniesiono podatki . Pogarszające się warunki życia klasy średniej i niższej doprowadziły do buntów antyhiszpańskich . W XVIII w. doszło do wojen o sukcesję – Sycylia przeszła w ręce sabaudzkie (1712–1718), następnie w ręce austriackie (1718–1734), a w 1735 roku rządy nad wyspą przejęli Burbonowie . Wyspa była siedzibą dworu burbońskiego w okresie najazdu francuskiego (1799–1802) i panowania Napoleona (1806–1815) . W 1812 roku przy wsparciu lorda Williama Bentincka (1774–1839), który dowodził siłami brytyjskimi na Sycylii podczas wojny na Półwyspie Iberyjskim, Sycylia otrzymała konstytucję na wzór angielski .

### Królestwo Obojga Sycylii
W roku 1816 południowe Włochy i Sycylia zostały zjednoczone przez Ferdynanda I (1751–1825), tworząc Królestwo Obojga Sycylii . W pierwszej połowie XIX wieku wyspą wstrząsały rebelie (w roku 1820 oraz w latach 1848–1849) .

### Zjednoczenie Włoch
W maju 1860 roku, podczas wyprawy tysiąca w Marsali wylądowały oddziały Garibaldiego, które w ciągu 3 miesięcy zajęły wyspę . W sierpniu przeprawiły się do Kalabrii, we wrześniu dotarły do Neapolu, a miesiąc później pokonały główne siły burbońskie . Po pozytywnym wyniku plebiscytu , w roku 1860 Sycylia weszła do zjednoczonych Włoch .
Sytuacja na wyspie była napięta – w 1866 roku doszło do rewolty w Palermo, a w 1893 roku do buntu chłopskiego . W kolejnych latach wskutek ciężkich warunków życia doszło do fali emigracji .

### XX wiek
Podczas II wojny światowej, w roku 1943, na wyspie wylądował silny desant aliancki i po trwających blisko miesiąc walkach opanował Sycylię . Zajęcie Sycylii doprowadziło do upadku Mussoliniego i utworzenia rządu Pietro Badoglia, który we wrześniu podpisał rozejm, a w październiku wypowiedział wojnę Niemcom .
W 1947 roku wyspa otrzymała autonomię . Sycylia borykała się z problemami gospodarczymi, na jej terenie działała bardzo silna mafia . Po zabójstwach włoskich sędziów śledczych Giovanniego Falcone (1939–1992) i Paolo Borsellino (1940–1992) w 1992, władze przystąpiły do zdecydowanej walki ze zorganizowaną przestępczością na wyspie i mafia została znacznie osłabiona.

## Gospodarka
Sycylia należy do najsłabiej rozwiniętych gospodarczo i najbiedniejszych regionów Włoch . Panuje tu wysokie bezrobocie, a obecność mafii odstrasza inwestycje włoskie i zagraniczne.
Podstawą gospodarki jest rolnictwo – oparte na uprawie pszenicy, jęczmienia, roślin strączkowych, drzew cytrusowych, winorośli, oliwek, bawełny i warzyw oraz na hodowli owiec, bydła, osłów i mułów . Dobrze rozwinięte jest też rybołówstwo . Na wyspie wydobywane są również surowce mineralne takie jak ropa naftowa i gaz ziemny, sól kamienna i potasowa, czy marmur .

### Przemysł winiarski
Winorośl była tu uprawiana od czasów greckich. Przez długi czas Sycylia była największym regionem winiarskim we Włoszech. Deserowe wino marsala jest produkowane od XVIII wieku. Większość win sycylijskich nie cieszyła się uznaniem i była sprzedawana w hurcie, lecz od lat 90. XX wieku producenci coraz częściej zaczęli stawiać na jakość, a nie ilość. Popularnymi lokalnymi odmianami winorośli są: białe catarratto bianco, inzolia, grillo i grecanico dorato (garganega) oraz czerwone nero d'avola, frappato i nerello mascalese.

## Polityka
Sycylia jest jednym z pięciu regionów Włoch o specjalnym statusie autonomicznym. Ma własny parlament i rząd regionalny. Do 1994 roku rząd pozostawał w rękach Chrześcijańskiej Demokracji, która po skandalach korupcyjnych z udziałem mafii, musiała oddać władzę w wyborach partii Forza Italia. Forza Italia sprawowała władzę do roku 2018, kiedy to przegrała w wyborach z Ruchem Pięciu Gwiazd.
Prezydentem regionu jest Renato Schifani – stan na 2025 rok.

## Kultura
Na Sycylii zachowało się wiele pozostałości architektury z okresu kolonizacji greckiej.
Pięć miejsc o wyjątkowych walorach kulturowych zostało wpisanych na listę światowego dziedzictwa UNESCO:
| Nr ref. | Obiekt | Zdjęcie | Położenie | Typ                 | Rok  | Opis |
| ------- | --- | ------- | --- | ------------------- | ---- | --- |
| 831     | Strefa archeologiczna w Agrigento Archaeological Area of Agrigento                                                                     |         | Agrigento 37°17′23″N 13°35′36″E/37,289722 13,593333                                                             | K (i)(ii)(iii)(iv)  | 1997 | Pozostałości Agrigento – jednego z głównych miast basenu Morza Śródziemnego w czasach antyku, z dobrze zachowanymi świątyniami doryckimi. |
| 832     | Villa Romana del Casale |         | Prowincja Enna 37°21′58,0″N 14°20′03,0″E/37,366110 14,334170                                                    | K (i)(ii)(iii)      | 1997 | Pozostałości willi rzymskiej z IV w. n.e. zdobionej licznymi mozaikami. |
| 1024    | Miasta późnego baroku w dolinie Noto (południowo-wschodnia Sycylia) Late Baroque Towns of the Val di Noto (South-Eastern Sicily)       |         | Metropolitalne miasto Katania Prowincja Ragusa Prowincja Syrakuzy 36°53′35,5″N 15°04′08,1″E/36,893194 15,068917 | K (i)(ii)(iv)(v)    | 2002 | Osiem miast południowo-wschodniej Sycylii: Caltagirone, Militello in Val di Catania, Katania, Modica, Noto, Palazzolo Acreide, Ragusa i Scicli, odbudowane w stylu późnego baroku po trzęsieniu ziemi w 1693 roku.                                      |
| 1200    | Syrakuzy i skalna nekropolia w Pantalica Syracuse and the Rocky Necropolis of Pantalica                                                |         | Syrakuzy Prowincja Syrakuzy 37°03′34,0″N 15°17′35,0″E/37,059440 15,293060                                       | K (ii)(iii)(iv)(vi) | 2005 | Nekropolia w Pantalica z ponad 5 tys. grobów wykutych w skałach z okresu XIII–VII w. p.n.e. oraz Syrakuzy z licznymi pozostałościami antycznej świetności miasta – świadectwo rozwoju cywilizacji śródziemnomorskiej na przestrzeni trzech tysięcy lat. |
| 1487    | Arabo-normańskie zabytki Palermo z katedrami w Cefalú i Monreale Arab-Norman Palermo and the Cathedral Churches of Cefalú and Monreale |         | Prowincja Palermo 38°06′39″N 13°21′11″E/38,110833 13,353056                                                     | K (ii)(iv)          | 2015 | 9 zespołów z zabytkami świeckimi i sakralnymi pochodzącymi z okresu Normańskiego Królestwa Sycylii (1130–1194), obejmujące m.in. normańskie katedry w Cefalú i Monreale.                                                                                |